# Gliśnica (województwo wielkopolskie)
Gliśnica – wieś w Polsce położona w województwie wielkopolskim, w powiecie ostrowskim, w gminie Odolanów. Leży ok. 11 km na południowy zachód od Ostrowa Wlkp. przy drodze powiatowej Odolanów-Raszków, nad Kurochem.
Wzmiankowana po raz pierwszy w 1652 roku. Do roku 1793 w rękach starostów odolanowskich, a od 1819 roku w dobrach książąt Thurn und Taxis. W skład wsi wchodziły także: kolonia Kaczory oraz pustkowie Biadaszki. Folwark Gliśnica obejmował majątki Baby i Kaczory. W 1789 roku wieś liczyła 164 mieszkańców, w 1822 roku już 200, a pod koniec XIX wieku ponad 400, z czego około połowę stanowili ewangelicy. Co najmniej od 1859 roku istniała we wsi katolicka szkoła elementarna, do której w zimie z roku 1866 na 1867 uczęszczało 65 dzieci, których językiem ojczystym był polski. Posadę nauczyciela pełnił wówczas Hieronim Woliński. Podczas okupacji hitlerowskiej (1939-1945) miejscowość przejściowo nosiła niemiecką nazwę Schönfeld.
Przed 1932 rokiem miejscowość położona była w powiecie odolanowskim, w latach 1975–1998 w województwie kaliskim, w latach 1932–1975 i od 1999 w powiecie ostrowskim.
Na terenie dawnego folwarku stoją trzy pomniki przyrody - dęby szypułkowe. Ich obwody to: 504, 598 i 658 cm, a wysokość do 29 metrów. Obok stoją zabudowania dawnego nadleśnictwa z początku XX wieku. Na skraju boiska sportowego znajduje się cmentarz ewangelicki funkcjonujący od XIX wieku do lat 40. XX w. W pobliżu wsi (na północny wschód) odkryto jedno ze zgrupowań kurhanów w Dąbrowach Krotoszyńskich.
Inne miejscowości z prefixem Gliś: Gliśnica, Gliśno Wielkie, Małe Gliśno